# Hassi Bahbah
Hassi Bahbah (arabisch حاسي بحبح, DMG Ḥāssī Baḥbaḥ) ist eine Stadt und Gemeinde in der Provinz Djelfa in Algerien. Sie hat 77.000 Einwohner (Stand: 2008). Die Stadt liegt an der N1 Trans-Saharan Highway, nördlich der Stadt Ain Maabed.

## Geschichte
Die Gemeinde Hassi Bahbah wurde 1959 gegründet und gilt als eine der wichtigsten Gemeinden in der Provinz Djelfa in Bezug auf Bevölkerung und Lage.

## Bevölkerungsentwicklung
| Zensusjahr | Einwohnerzahl |
| ---------- | ------------- |
| 1977       | 12.322        |
| 1987       | 34.176        |
| 1998       | 58.718        |
| 2008       | 77.000        |